# Westerstetten
Westerstetten – miejscowość i gmina w Niemczech, w kraju związkowym Badenia-Wirtembergia, w rejencji Tybinga, w regionie Donau-Iller, w powiecie Alb-Donau, wchodzi w skład wspólnoty administracyjnej Dornstadt. Leży w Jurze Szwabskiej, nad rzeką Lone, ok. 12 km na północ od Ulm. Przez gminę przebiega linia kolejowa Filstalbahn Stuttgart–Ulm.